# Бирули
Бирули́ (бел. Біру́лі; также встречается вариант написания Бирюли) — деревня в Докшицком районе Витебской области Беларуси. Входит в состав Тумиловичского сельсовета.

## История
В начале XX века деревня Бирули (Бирюли) входила в состав Тумиловичской волости Борисовского уезда Минской губернии и насчитывала 11 дворов и 82 жителя. В 1921 году — 15 домов и 99 жителей.
С 1921 по 1939 годы Бирули находились в составе Польши, входя в Тумиловичскую гмину Дуниловичского повята Польской Республики. После Польского похода РККА в 1939 году Бирули перешли в состав БССР. Перед Великой Отечественной войной в деревне было 23 двора и 95 жителей.
В 1944 году Бирули были разрушены немцами, однако после войны деревня была восстановлена.
До 16 июля 1954 года деревня входила в состав Глинского сельсовета Бегомльского района Минской области.
По результатам переписи 2004 года, в деревне насчитывалось 22 двора и 40 жителей.

## Население

### Численность
- 2009 год — 16 жителей

### Динамика
- 1908 год — 82 жителей, 11 дворов[4]
- 1921 год — 99 жителей, 15 домов
- 1999 год — 52 жителей (перепись населения)
- 2004 год — 40 жителей, 22 дворов
- 2009 год — 16 жителей (перепись населения)[4]
- 2019 год — 12 жителей (перепись населения)

## Достопримечательности
Неподалёку от деревни Бирули располагается достаточно большое количество различных достопримечательностей, входящих в Государственный список историко-культурных ценностей Республики Беларусь:
- Городище периода раннего железного века, датированное III—II вв. до н. э. — IV—V вв. н. э. —  Историко-культурная ценность Республики Беларусь, шифр 213В000429. Расположено в 2 км к югу от деревни.
- Два курганных могильника периода Средневековья.
  - Курганный могильник периода раннего средневековья IX—XIII вв. В 0,1—0,15 км на юг от деревни, на западном берегу озера Медзозол —  Историко-культурная ценность Республики Беларусь, шифр 213В000430.
  - Курганный могильник—2. В 0,8 км на северо-запад от деревни —  Историко-культурная ценность Республики Беларусь, шифр 213В000926.
- Три селища эпохи раннего Средневековья.
  - Селище-1 эпохи железного века и средневековья VII — X вв. В 2 км на юг от деревни —  Историко-культурная ценность Республики Беларусь, шифр 213В000923.
  - Селище-2 эпохи железного века и средневековья II — XIII, XVI — XVII вв. В 0,7 км на север от деревни —  Историко-культурная ценность Республики Беларусь, шифр 213В000924.
  - Селище-3 эпохи железного века и средневековья. В 0,5 км на северо-восток от деревни —  Историко-культурная ценность Республики Беларусь, шифр 213В000925.

Также невдалеке от деревни находится часовня-усыпальница Юзефовича (1900) на кладбище в урочище Поречье.
- Могила Генриха Дмоховского.